# Ganxo (bàsquet)

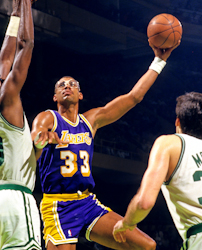
Kareem abdul-jabar en 1981, uns dels primers creadors del "hook shot"

Un ganxo, en bàsquet, és un llançament a cistella en el qual el jugador, normalment en posició perpendicular al cèrcol, llança la pilota suaument amb un moviment del braç, creant un arc el qual acaba per sobre del seu cap.
El ganxo va ser realitzat per primera vegada en jocs oficials a l'Eurobasket 1937 per Pranas Talzūnas, membre dels campions en aquell moment, l'equip de bàsquet de Lituània. Sovint se li atribueix a l'antic Goose Tatum dels Harlem Globetrotter haver inventat el tret de ganxo; i fins i tot disparar sense mirar la cistella.